# Lake Erskine
Der Lake Erskine ist ein Gebirgssee im Southland District der Region Southland auf der Südinsel von Neuseeland.

## Namensherkunft
Der See wurde von S. C. Bowmar und seinem Bruder nach ihrem verstorbenen Vater Erskine Bowmar benannt, als diese 1933 die Region erkundeten.

## Geographie
Der Lake Erskine befindet sich auf einer Höhe von 1378 m in den Earl Mountains, südlich des 2152 m hohen Mount Charlton und westlich des 2295 m hohen Pyramid Peak. Eingebettet in diese bis zu 2295 m hohen Berge erstreckt sich der 1,05 km² große See über eine Länge von rund 1,99 km in Nordnordost-Südsüdwest-Richtung und misst an seiner breitesten Stelle rund 715 m in Westnordwest-Ostsüdost-Richtung. Die Umfangslänge des Lake Erskine, der sich nach Süden zu den 425 m hohen Bowmar Falls hin öffnet, beträgt rund 4,8 km.
Über die Wasserfälle und den anschließenden Bach entwässert der See in Richtung des Neale Burn, der westlich entlang der Earl Mountains über den Lake Ross zum Clinton River findet und seinerseits in den Lake Te Anau mündet.

## See als Film- und Foto-Kulisse
Der Lake Erskine wurde in Neuseeland bekannt, als man begann Hochzeitspaare per Helikopter zum See zu fliegen und vor der See- und Gebirgs-Kulisse zu filmen und zu fotografieren.